# Гил, Патрисия
Патрисия Гил (пол. Patrycja Gil, род. 16 апреля 1998) — польская спортсменка, борец вольного стиля, бронзовый призёр чемпионата Европы 2024 года. Трёхкратная чемпионка Польши по борьбе.

## Биография
В 2019 году на чемпионате мира среди юниоров в Таллине стала чемпионкой мира в категории до 55 кг, победив в финале спортсменку из России Екатерину Вербину.
В 2020, 2021 и 2022 годах становилась чемпионкой страны по вольной борьбе.
В 2024 году на чемпионате Европы, который проходил в Бухаресте, в категории до 59 кг завоевала бронзовую медаль, победив в схватке за третье место спортсменку из Румынии.